# Virgil Tracy
Virgil Tracy is een personage uit de poppen-televisieserie Thunderbirds, de drie op deze serie gebaseerde films, en de remake Thunderbirds Are Go. Hij is derde zoon van Jeff Tracy, de oprichter van International Rescue.
Virgil is genoemd naar astronaut Virgil Grissom. Hij is de piloot van Thunderbird 2, maar kan blijkbaar ook overweg met Thunderbird 3 (aflevering: Ricochet). Daarnaast bestuurt hij de meeste van de reddingsmachines die Thunderbird 2 vervoert.
Over Virgils exacte geboortedatum bestaan uiteenlopende bronnen aangezien niet even duidelijk is in welk jaar de serie zich nu precies afspeelt. Indien uit wordt gegaan van 2026-2065 (Thunderbirds Are Go) is zijn geboortejaar 2002-2041.
David Holliday verzorgde de stem van Virgil in het eerste seizoen van de televisieserie. Jeremy Wilkin deed Virgils stem in het tweede seizoen van de serie en de eerste twee films. In de live-actionfilm uit 2004 werd Virgil gespeeld door Dominic Colenso.

## Biografie
Virgil is de derde zoon van Jeff Tracy. Hoewel hij interesse had in kunst en muziek, koos hij voor een technische opleiding aan de Denver School of Advanced Technology. Deze technische opleiding komt hem nog geregeld van pas bij reddingacties.
Als piloot van Thunderbird 2 is Virgil verantwoordelijk voor het transport van de reddingsapparatuur. Hij is naast Scott het meest betrokken bij een reddingsactie. Daar waar Scott vaak de missies ter plekke coördineert, is het Virgil die het meest de gevarenzone betreedt met de benodigde apparatuur.
Virgils hobby’s in zijn vrije tijd zijn wat rustiger dan die van zijn broers. Hij houdt van schilderen en pianospelen.

## Voetnoot
1. ↑  Deze datum is afkomstig uit de karakterprofielen op de Nederlandse Thunderbirds dvd-reeks